# 矢澤曜

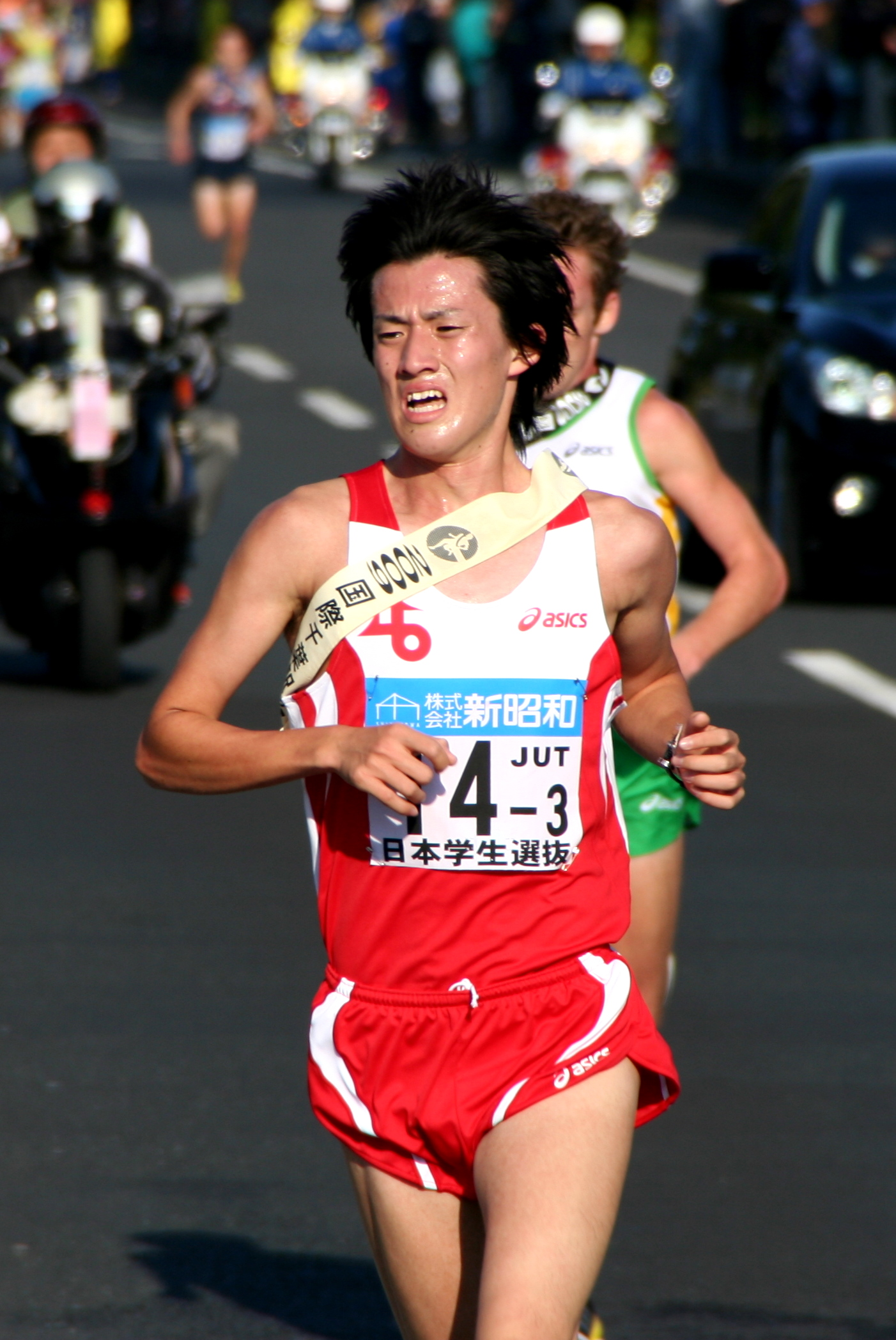
国際千葉駅伝での矢澤（2009年）

矢澤 曜（やざわ よう、1990年1月29日 - ）は、日本の元陸上競技選手。専門は長距離走。早稲田大学卒業後、日清食品グループ陸上競技部に所属した。学生結婚をし、現在はオープンハウスに勤務している。

## 人物・略歴
神奈川県出身。多摩高校を経て、早稲田大学教育学部卒業。
- 早大の同期には、高校3年時の2007年度インターハイ5000mでそれぞれ日本人1位・2位・3位の成績を収めた八木勇樹・三田裕介・中山卓也がおり、矢澤は入学当初目立った存在ではなかった。しかし、2008年の出雲駅伝で1年生ながら大学三大駅伝デビューを果たすと、続く全日本大学駅伝・箱根駅伝にも相次いで出場。中でも第85回箱根駅伝では1区を任され区間賞を獲得した[1]。2年生に進級以降は早稲田大学の主力選手として活躍し、大学4年間で三大駅伝計12大会すべてに出走。2010年度早稲田大学の大学駅伝三冠達成にも大きく貢献した。
- 大学三大駅伝では1年時の全日本大学駅伝から3年時の全日本大学駅伝まで7大会連続で1区を担当し、そのすべてで区間順位一桁、うち2度は区間賞を獲得するなど早稲田の切り込み隊長として活躍。3年時の第87回箱根駅伝で後輩の大迫傑に1区の担当を譲り、大迫が1区で区間賞を獲得すると、その後矢澤は1区以外の区間を担当するようになった。
- 大学4年時には2011年夏季ユニバーシアードにハーフマラソン日本代表として出場。個人としては7位入賞し、団体戦では金メダルを獲得した[2]。
- 大学卒業後は日清食品グループに就職。4年間実業団選手として活動し、2016年3月に現役を退いた[3]。
- 2019年12月31日、フジテレビ放送の「大みそか列島縦断LIVE 景気満開テレビ」に出演し、現在はオープンハウスのマーケティング本部企画部に勤務していることが明らかになった。

## 記録

### 駅伝成績
| 学年             | 出雲駅伝                     | 全日本大学駅伝              | 箱根駅伝                         |
| ---------------- | ---------------------------- | --------------------------- | -------------------------------- |
| 1年生 (2008年度) | 第20回 2区-区間13位 17分20秒 | 第40回 1区-区間5位 43分17秒 | 第85回 1区-区間賞 1時間04分48秒  |
| 2年生 (2009年度) | 第21回 1区-区間4位 23分10秒  | 第41回 1区-区間3位 43分55秒 | 第86回 1区-区間2位 1時間02分40秒 |
| 3年生 (2010年度) | 第22回 1区-区間賞 23分07秒   | 第42回 1区-区間9位 39分24秒 | 第87回 3区-区間6位 1時間03分45秒 |
| 4年生 (2011年度) | 第23回 2区-6位 16分32秒      | 第43回 3区-区間3位 27分39秒 | 第88回 3区-区間6位 1時間03分34秒 |

### 自己ベスト
- 3000m 公認:7分57秒62
- 5000m 公認:13分43秒84
- 10000m 公認：28分45秒56
- ハーフマラソン 公認：1時間03分31秒